# Espàrtoc V
Espàrtoc V o Espàrtac V (grec antic: Σπάρτοκος, llatí: Spartocus o Spartacus) va ser un rei del Bòsfor Cimmeri.
Va pujar al tron en circumstàncies desconegudes cap a l'any 200 aC, després de la mort de Leucó Higainó. Es desconeix el seu origen però podria ser fill o net d'Espàrtoc IV. No es coneixen fets del seu regnat, a part d'unes monedes de coure conservades, amb l'efígie de Posidó en una cara i a l'altra el cap d'un sàtir.
Cap a l'any 180 aC el va succeir la seva filla Camasarie Filotecnos, casada amb Parisades III, potser fill de Leucó Higainó.